# Oedicodia limbata
Oedicodia limbata là một loài bướm đêm trong họ Noctuidae.